# Сэндерсон, Джейк
Джейк Сэндерсон (англ. Jake Sanderson; род. 8 июля 2002, Whitefish, Монтана) — американский хоккеист, защитник клуба национальной хоккейной лиги «Оттава Сенаторз» (с 2022 года). Игрок сборной США по хоккею с шайбой. Чемпион мира среди молодёжных команд 2021 года. Участник зимних Олимпийских игр 2022 года.

## Биография
Сэндерсон родился 8 июля 2002 года в Уайтфише, штат Монтана, в семье бывшего нападающего НХЛ Джеффа Сэндерсона и его жены Эллен. Его дядя Гай играл за колледж Кларксона, в то время как двоюродные братья его отца Уэйд и Шелдон Брукбэнки играли в НХЛ. Его брат Бен посвятил себя также хоккею с шайбой и играет в колледже Колорадо.
В возрасте 12 лет семья переехала в Калгари. Первоначально Сэндерсон стремился стать вратарем и даже когда-то обзавелся собственным комплектом экипировки, но в конце концов отец остановил его, и он решил стать полевым игроком. В детстве он играл на разных позициях и только к 14 годам определился с позицией защитника.

## Клубная карьера
После переезда в Калгари Сэндерсон играл в молодежной хоккейной ассоциации «Спрингбэнк Рокиз», а также выступал за «Калгари Бантам Флеймз» и "Эдж Скул Маунтейнерс Элит. В конечном итоге он был задрафтован в четвертом раунде драфта Западной хоккейной лиги (WHL) клубом «Кутеней Айс», но предпочел остаться в своей команде. С 2018 по 2020 годы играл за юниорскую сборную США.
В сезоне 2020/2021 годов Сэндерсон присоединился к мужской хоккейной команде «Северная Дакота Файтинг Хоукс» в сезоне 2020/21. В первом сезоне он забил две шайбы и отдал 13 результативных передач, набрав 15 очков в 22 играх.
27 марта 2022 года американец подписал трёхлетний контракт с «Оттавой Сенаторз». В октябре 2022 года он дебютировал в НХЛ в матче против «Баффало Сейбрз». Свой первый гол в НХЛ Сандерсон забил 23 ноября 2022 года в матче против «Вегас Голден Найтс». Сандерсон занял восьмое место по результативности в составе «Сенаторз» в сезоне 2022/23 годов, закрепившись в основной команде. В конце сезона Сандерсон был включен в сборную новичков НХЛ.
6 сентября 2023 года «Сенаторз» объявили, что Сэндерсон подписал с командой восьмилетний контракт на сумму 64,4 миллиона долларов.

## Карьера в сборной
В декабре 2020 года был вызван в молодёжную сборную США для участия в чемпионате мира, на котором американцы завоевали золотые медали. Одним из триумфаторов турнира был Джейк, на счету которого 5 матчей и 1 результативная передача.
В 2022 году был приглашён в состав олимпийской сборной США для участия в играх в Пекине, где сборная США стала пятой, а Сандерсон сыграл один матч и сделал одну результативные передачи.
В 2024 году приглашён в состав первой национальной сборной США для участия в чемпионате мира, который состоялся в Чехии.